# ドラヂカラ!!
『ドラヂカラ!!』は、東海ラジオ放送で放送されているスポーツ情報番組。2016年3月28日から2019年3月28日までは、単独番組として編成されている。

## 概要
単独番組としては、『東海ラジオ ガッツナイター』を編成するナイターインシーズン（4 - 9月期）の月曜日および、ナイターオフシーズン（10月 - 翌3月）の月 - 金曜日の夕方に放送。中日ドラゴンズ関連の情報を中心に、野球以外のスポーツも幅広く伝えるほか、スポーツ関係以外のメッセージをリスナーから募集している。さらに、プロ野球シーズン中の放送では、放送前週の中日の試合を回顧しつつ、放送週に向けての展望を語り合う。
2015年度のナイターオフシーズンの『山浦・深谷のヨヂカラ!』第2部を独立させた番組だが、『ヨヂカラ!』パーソナリティの山浦ひさしと深谷里奈が出演しない一方で、中日OBの東海ラジオプロ野球解説者を中心に進行する。ちなみに、開始初年度（2016年度）のナイターインシーズンには、井上一樹の冠番組『井上一樹のドラヂカラ!!』として放送されていた。このため、番組のタイトルロゴは達筆で知られる井上による揮毫した題字と、井上の落款印をベースにしている。
2016年度のナイターオフシーズンからは、井上と同じく中日OBの山崎武司や、「ガッツナイター応援サポーター」の日高優月（SKE48）がレギュラー陣に加わったため、タイトルを『ドラヂカラ!!』に改めた。
東海ラジオが中日ドラゴンズとの間で2019年度のスポンサー契約を締結したことを背景に、2019年4月改編で平日に『大澤広樹のドラゴンズステーション』（「東海ラジオ　ガッツナイター」火 - 金曜分の中継などを内包する夕方～夜間の生ワイド番組）を新たに編成することから、単独番組としては2019年3月28日（木曜日）放送分で終了。同年4月1日からは、『大澤広樹のドラゴンズステーション』の前枠で放送を開始する『山浦!深谷!イチヂカラ!』（『ヨヂカラ!』のリニューアル版）で、『ドラヂカラ!!』名義のドラゴンズ情報コーナーが月 - 金曜日を通じて15:00頃から10分間放送される。

## パーソナリティ
- 井上一樹（東海ラジオプロ野球解説者、元中日ドラゴンズ） - 月・火曜担当[2]。
- 山﨑武司（東海ラジオプロ野球解説者、元中日ドラゴンズ） - 2016年10月より水・木曜担当[2]。
- 日高優月（SKE48） - 2016年10月より月曜のみ出演。週1回放送時代に過去2回ゲスト出演している[2]。
  - 日高は、『大澤広樹のドラゴンズステーション』でも月曜レギュラーとして出演予定。

金曜日のみメインパーソナリティは週替わり。このほか、東海ラジオのスポーツ担当アナウンサーが1名出演。2016年9月までは週替わりで1名出演していた（なお、10月以降は北山靖はレギュラーとしては出演しない）。
- 森貴俊 - 10月より月・火曜担当[3]。
- 大澤広樹 - 10月より水・木曜担当[3]。
- 村上和宏 - 10月より金曜担当[3]。

なお、2016年9月までは井上がスケジュールの都合等で休演する場合は、他の東海ラジオプロ野球解説者を代役に迎え、『東海ラジオ ドラヂカラ!!』（とうかいらじお ドラヂカラ!!）のタイトルで放送されていた。
2017年4月以降は日高のみ毎週出演、解説者とアナウンサーは各1名が週替わりでの出演となる。

## 放送時間
- ナイターシーズン（3月 - 9月）：毎週月曜 17:45 - 19:00
- ナイターオフシーズン（10月 - 3月）：毎週月 - 金曜 17:45 - 19:00

## タイムテーブル
放送時間は多少の時差あり（2016年9月までの「井上一樹のドラヂカラ!!」のもの）。
- 17:45 - オープニング
- 17:50 - ガッツナイター最前線
- 18:00 - メッセージ紹介
- 18:10 - 森貴俊のトライアスロンにトライ
  - 森が同年9月開催のトライアスロン伊良湖大会出場に向けたトレーニングの様子を伝えていた。森担当日以外は録音コーナーだが、森担当日は生放送となり井上も参加する。
- 18:25 - 一樹目線 ここにクロースアップ
  - ドラゴンズ選手のインタビュー。インタビューは東海ラジオのスポーツアナウンサー。
- 18:35 - ドラゴンズウイークリーキング
  - 前週一週間のドラゴンズ選手の中で一番活躍した選手を井上が独断で選出。
- 18:45 - フットボールタイム
  - 名古屋グランパス、FC岐阜を中心にサッカー情報を送る。オープニングはオフシーズンの「山浦・深谷のヨヂカラ!」同様に名古屋グランパスGM兼監督の小倉隆史のタイトルコールで始まる。前年度のサッカー情報コーナーとの違いはその日の「ドラヂカラ!!」担当アナウンサーの進行となったこと（前年は大澤担当日以外も大澤の進行（録音）で放送していた）と、名古屋・岐阜のホーム戦の録音実況再生及び東海ラジオサッカー解説者・城山喜代次の録音による試合統括コメントが不定期となったことである。
- 18:50 - 今週のドラゴンズの展望（コーナー名なし）
- 18:55 - エンディング